# Hundefutter

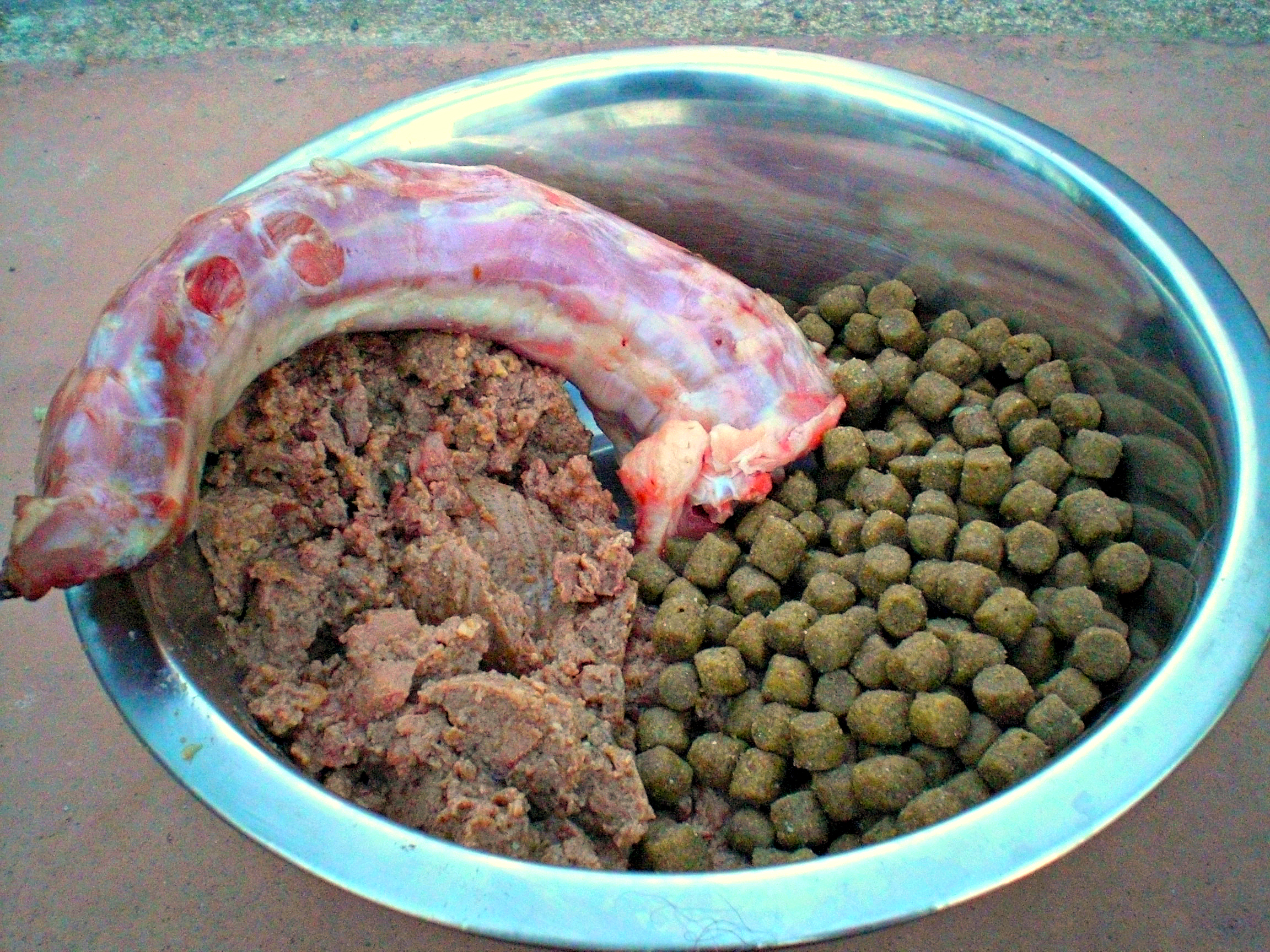
Rohfutter, Feuchtfutter und Trockenfutter in einem Napf

Hundefutter ist eine speziell auf die physiologischen Bedürfnisse von Hunden ausgerichtete Tiernahrung. In Deutschland wird überwiegend industriell gefertigtes Fertigfutter verfüttert, knapp 8 % der Hundebesitzer verfütterten einer 2012 veröffentlichten Studie zufolge selbst zubereitete Rationen. Je nach Wassergehalt unterscheidet man bei Fertigfutter zwischen Trockenfuttermitteln und Feuchtfuttermitteln.

## Zusammensetzung

### Zutaten
Laut der EU-Verordnung Nr. 1774/2002 dürfen für Futtermittel an tierischen Nebenprodukten nur solche der Kategorie 3 verwendet werden. Im K3 finden sich hier Tierteile, die zwar zum menschlichen Verzehr geeignet sind, für die es jedoch im betreffenden Land wenig Nachfrage gibt, beispielsweise Kutteln, Zunge und weitere Innereien.

### Allgemeines

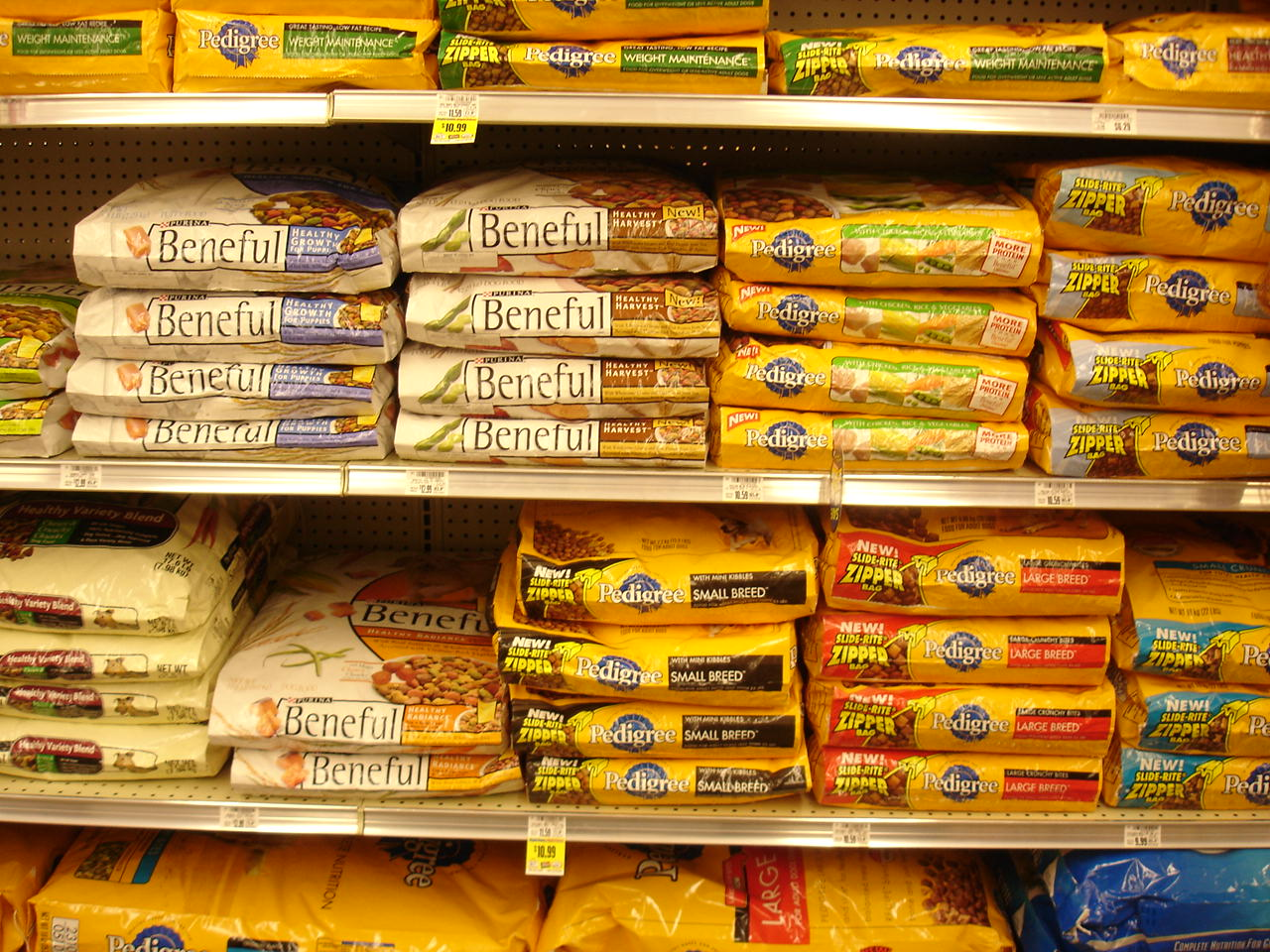
Verschiedene Marken von Trockenfutter für Hunde

Hundefutter besteht grundsätzlich aus organischen und anorganischen Bestandteilen. Die Futtermittelanalytik erfolgt in der Regel über die Weender Analyse, deren Ergebnis auf jedem industriell hergestellten Hundefutter abgedruckt werden muss. Futtermittel unterliegen in Deutschland wie Lebensmittel dem Lebensmittel-, Bedarfsgegenstände- und Futtermittelgesetzbuch.
Hundefutter enthält in unterschiedlichen Anteilen Nährstoffe. Zu diesen zählen Kohlenhydrate, Fette und Proteine, Wasser, Mineralstoffe (Mengenelemente und Spurenelemente) und weitere Zusatzstoffe wie Vitamine und Antioxidantien. Der Nährstoffgehalt gilt als Hauptkriterium der Beurteilung eines Hundefutters.
Des Weiteren ist die Verdaulichkeit des Futters von großer Bedeutung, die jedoch nicht anhand der Zutatenliste eingeschätzt werden kann, sondern in der Regel durch Fütterungsversuche eruiert wird. Sie bestimmt, welcher Anteil der aufgenommenen Nahrung resorbiert wird und damit dem Hundeorganismus zur Verfügung steht bzw. welcher Anteil mit dem Kot ausgeschieden wird.
Die Verdaulichkeit eines Fertigfutters wird insbesondere durch die Wahl des Einzelfuttermittels und dessen Verarbeitung bestimmt und kann durch rassespezifische anatomische Unterschiede beeinflusst werden.

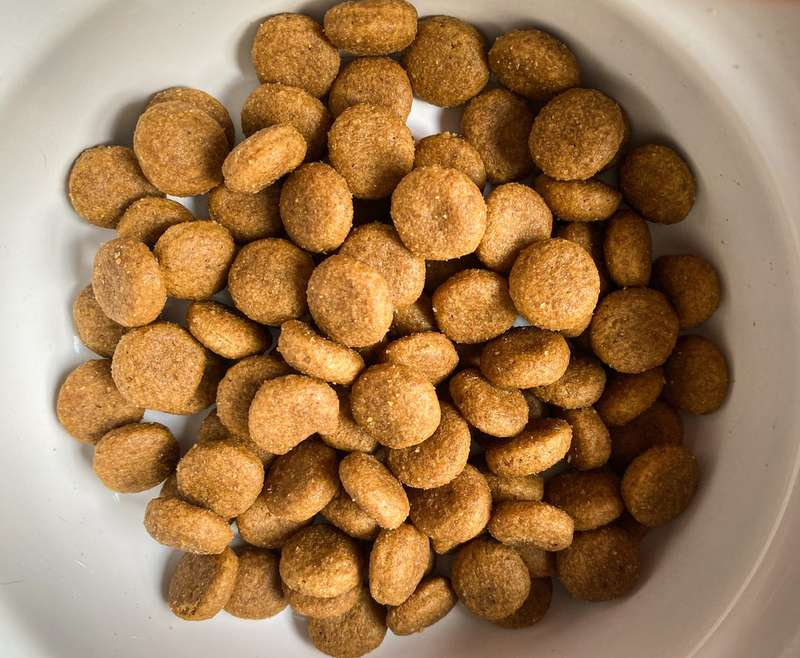
Trockenfutter Pellets

Der Bedarf eines Hundes lässt sich ableitend definieren als „die Mindestmenge eines Nährstoffes, deren Aufnahme auch über einen längeren Zeitraum ausreichend ist, die erforderlichen physiologischen Funktionen der Tiere in einer Population aufrecht zu erhalten“. Da es um das Aufrechterhalten von Funktionen geht, spricht man bei diesem Energiebedarf auch von Erhaltungsbedarf. Bei seiner Ermittlung wird von einer Temperatur von etwa 20 °C ausgegangen und besonderer Energieverbrauch aufgrund von Erkrankungen oder anderen Ausnahmesituationen wie beispielsweise Trächtigkeit oder Säugen bleibt unberücksichtigt.  Die vom National Research Council 2006 herausgegebenen Mindestbedarfswerte für Hunde können als Richtlinie für die Zusammenstellung einer Fütterung gelten.
Ein auf den normalen Erhaltungsbedarf eines mittelgroßen ca. 20 kg schweren ausgewachsenen Hundes ausgerichtetes Futtermittel enthält zur Deckung des Nährstoffbedarfs ca. 25 % Proteine, 12 % Fett, 5 bis 7 % Ballaststoffe, 1,1 % Kalzium und 0,8 bis 0,9 % Phosphor; Seine Energiemenge liegt zwischen 898,5 (schlank) und 539,1 (übergewichtig) kcal pro Tag und wird anhand des metabolischen Körpergewichts errechnet.

### Proteine
Proteine („Eiweiß“) benötigt ein Hund im Wesentlichen für die Neubildung von Gewebe und für die Erhaltung der Körpersubstanz. Proteine sind aus Aminosäuren aufgebaut, von denen der Hund die meisten auch selber aufbauen kann. Einige Aminosäuren kann der Hund allerdings nicht selber herstellen; diese essentiellen Aminosäuren müssen darum in genügender Menge im Proteinanteil der Nahrung enthalten sein. Die Wertigkeit der Proteinquelle berechnet sich nach den Anteilen der in den Proteinen enthaltenen essentiellen Aminosäuren: Je mehr deren Verhältnisse denjenigen im Hundekörper ähneln, desto höherwertig ist eine Proteinquelle.
Proteinquellen können sowohl tierischen als auch pflanzlichen Ursprungs sein, wobei tierische Proteinquellen im Allgemeinen hochwertiger sind als pflanzliche. Tierische Proteinquellen sind Fleisch (häufig Rind, Lamm, Huhn, Fisch) und tierische Nebenerzeugnisse wie Innereien, Fleischmehl, Knochenmehl, Fischmehl, getrocknete Eier, Fisch, Milch und Molkereiprodukte.

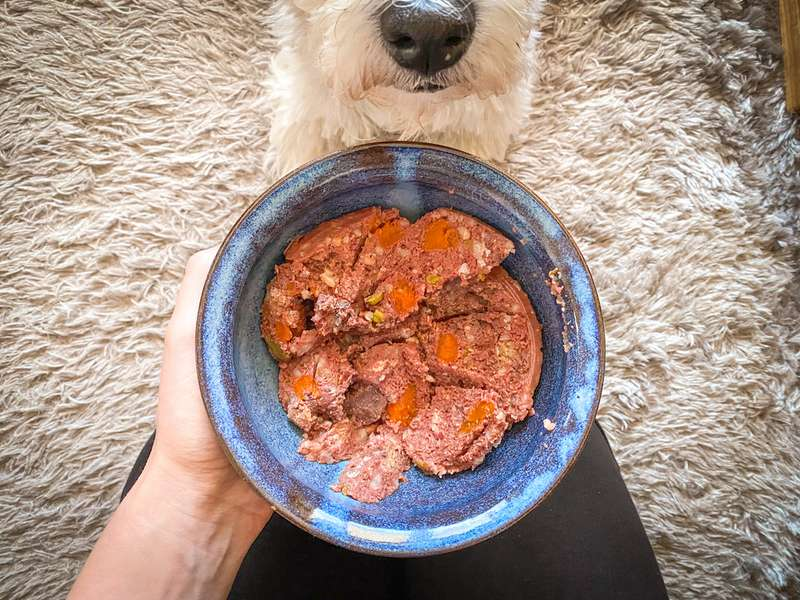
Nassfutter in Schale

Als pflanzliche Proteinquellen werden häufig verwendet: Maiskleber, Sojaprodukte und getrocknete Bierhefe.

### Kohlenhydrate
Kohlenhydrate sind energiereiche Moleküle, die aus pflanzlichen (Zucker, Stärke) oder tierischen Quellen (Glykogen) stammen können. Es kann prinzipiell zwischen verdaulichen und unverdaulichen Kohlenhydraten unterschieden werden. In der Energieversorgung stehen die verdaulichen Kohlenhydrate beim Hund hinter Fetten, aber noch vor Proteinen und ermöglichen insbesondere die Freisetzung von Kurzzeitenergien. Überschüssige Kohlenhydrate können als Glykogen in Leber und Muskeln gespeichert werden oder in Fett umgewandelt und als Fettgewebe im Körper eingelagert werden.
Hauptquelle der verdaulichen Kohlenhydrate sind verschiedene Zubereitungen von Mais, Reis, Weizen, Hafer – selten auch Gerste, Möhren, Leinsamen, Melasse, Erbsen und Kartoffeln.
Unverdauliche Kohlenhydrate können aufgrund ihrer Größe und ihres chemischen Aufbaus nicht vom Körper gespalten werden. Als Ballaststoffe unterstützen sie die Bewegung (Peristaltik) des Darms, und als fermentierbare Fasern beeinflussen sie das Milieu für die Darmflora. Verarbeitet werden u. a. hierfür Rübenschnitzel, Reis-, Hafer- und Weizenkleie, Zitrus-, Möhren-, Apfel- und Tomatentrester, Erdnussschalen sowie Zellulose.
Aus der Funktion der Kohlenhydrate bei der Verdauung lässt sich ableiten, dass geringe Kotmengen, wenig Gasbildung und eine optimale Konsistenz des Stuhls ein Indikator für gut verdauliche und gut aufbereitete Kohlenhydratquellen sind.

### Fette
Fette bilden den Hauptenergielieferant im Hundefutter und wirken als Geschmacksverbesserer. Chemisch bestehen sie aus dreifach verestertem Glycerin (Triglyceride). Fette können tierischen oder pflanzlichen Ursprungs sein. Wichtig ist ein ausgewogener Anteil an essentiellen Fettsäuren, die der Organismus nicht selber herstellen kann und die er darum mit der Nahrung aufnehmen muss.
Tierische Fette stammen aus dem Gewebe von Säugetieren, Geflügel und Fisch wie z. B. Rindertalg, Schweineschmalz, Geflügelfett und Fischöl.
Pflanzenfette werden durch Extraktion des Öls aus dem Samen oder Korn einer Pflanze gewonnen. Häufig verwendet werden Soja-, Saflor- (Distel-), Sonnenblumen- oder Maisöl.

### Zusatzstoffe
Zu den Zusatzstoffen zählen u. a. Konservierungsstoffe (z. B. Salze, Säuren) und Antioxidanzien (z. B. Vitamin E und C), die Haltbarkeit des Futters beeinflussen, natürliche Aromastoffe, Probiotika für die Stabilisierung der Darmflora sowie Spurenelemente und Vitamine. Die Liste in Deutschland zugelassener Zusatzstoffe ist beim Bundesamt für Verbraucherschutz und Lebensmittelsicherheit einsehbar.

## Grundprinzipien der Fütterung

### Artgerechte Fütterung

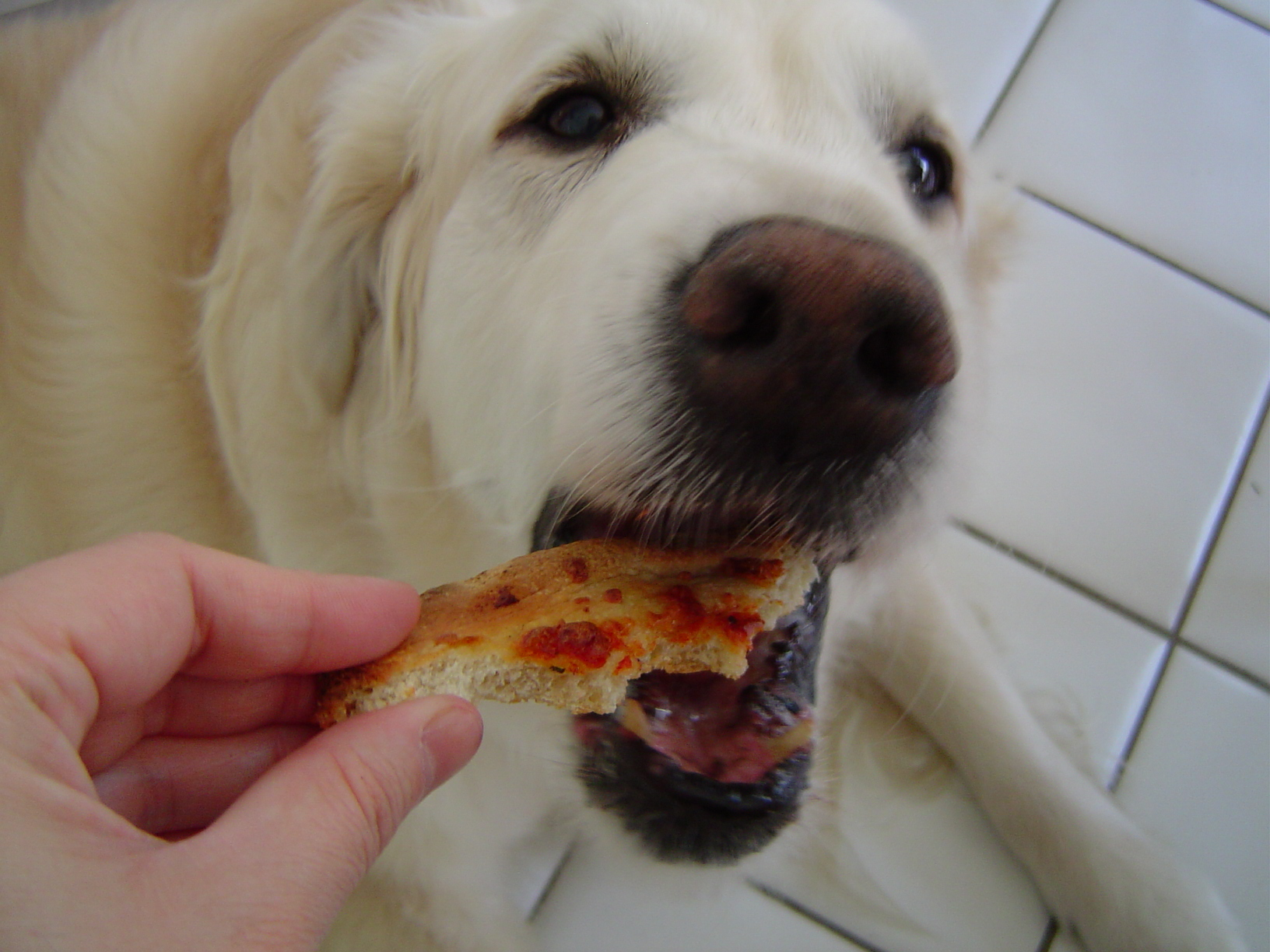
Umstrittener Grundsatz: Menschennahrung ist kein Hundefutter

Der Haushund gehört wie der Wolf, von dem er abstammt, zu den Hunden und damit zur Ordnung der Raubtiere, den Carnivora. Aber auch die Fleischfresser unter den „Raubtieren“ ernähren sich nicht von Fleisch, sondern von Beutetieren. Auch der Wolf frisst, je nach Angebot, pflanzliches Material und sein Verdauungssystem ist in der Lage, sich in gewissen Grenzen an verschiedene Futterarten anzupassen.
Der Hund musste sich im Verlauf seines Zusammenlebens mit dem Menschen an dessen Nahrungsquellen anpassen und wurde dadurch zum funktionellen Allesfresser. Auch genetische Untersuchungen legen im Vergleich Wolf – Hund den Schluss nahe, dass der Hund sich im Verlauf der Domestikation wie der Mensch an stärkehaltige Nahrung angepasst hat.

### Altersentsprechende Fütterung
Jedes Lebensstadium eines Hundes stellt unterschiedliche Anforderungen an das Hundefuttermittel. Im Handel angeboten wird ein Spektrum in unterschiedlicher Zusammensetzung von Welpenfutter über Junior- und Erwachsenennahrung (adult) hin zu speziellem Futter für ältere Hunde (Senioren).
Beim Wechsel des Hundefutters sollte das neue Futter schrittweise eingeführt werden. Ein plötzlicher Wechsel des Futters kann zu Magen-Darm-Problemen führen, daher ist Vorsicht geboten. Als Richtlinie gilt, das Futter über einen Zeitraum von 7 bis 10 Tagen allmählich umzustellen und dabei auf die Futterakzeptanz sowie mögliche allergische Reaktionen zu achten. Es ist wichtig, den Wechsel langsam durchzuführen.

### Bedarfsentsprechende Fütterung
Neben der Lebensphase muss für Hundefutter berücksichtigt werden, welchen Anforderungen der Hund unterliegt und wie hoch sein Aktivitätsniveau ist (Zuchthund, Gebrauchs- und Sporthund, Schlittenhund, Trächtigkeit/Laktation). Hier spielen rassetypische Aspekte mit hinein. Das Hundefutter kann ausgerichtet sein auf die besonderen Bedürfnisse bestimmter Hundegrößen wie Hundefutter für kleine, mittlere und große Rassen oder spezieller Rasse wie für Golden Retriever, Jack Russell Terrier, Deutscher Boxer, Deutscher Schäferhund, die beispielsweise zu bestimmten Erkrankungen neigen.

### Krankheitsbedingte Fütterung
Viele Erkrankungen von Hunden gehen einher mit Störungen des Stoffwechsels des Gesamtorganismus oder einzelner Organe, die spezielle Fütterungsprinzipien erfordern. Außerdem gibt es bestimmte Erkrankungen wie die Adipositas, deren Ursache in einer Fehlfütterung liegt. Im Rahmen einer Diätetik soll die Fütterung gezielt dazu beitragen, Krankheitssymptome abzuschwächen bzw. in prophylaktischer Absicht abzunormen. Diätisch lassen sich z. B. Adipositas, Leber- und Nierenerkrankungen sowie Harnsteine beeinflussen. Hier werden zunehmend auch kommerzielle Produkte angeboten. Der Begriff „Diätfutter“ ist in § 2 der Futtermittelverordnung gesetzlich geregelt, um Missbrauch vorzubeugen. Weiterhin existiert ein breites Angebot an diversen anderen Nahrungsergänzungsmitteln.

### Hypoallergene Fütterung
Eine besondere Fütterung ist bei einer Futtermittelallergie oder einer Futtermittelunverträglichkeit indiziert. Während eine Futterunverträglichkeit eine abnorme Reaktion auf ein aufgenommenes Futter oder einen Futterzusatz darstellt, besitzt die Futtermittelallergie eine immunologische Ursache. Hier ist eine Eliminationsdiät erforderlich, die auf die Vermeidung der auslösenden Allergene ausgerichtet ist.  Es bieten mehrere Firmen kommerzielle Produkte auf der Basis selten verfütterter Proteinquellen an (z. B. Lamm oder Ente); alternativ kann eine selbstgemachte Ration zusammengestellt werden.

## Futtertrends

### Rohfütterung

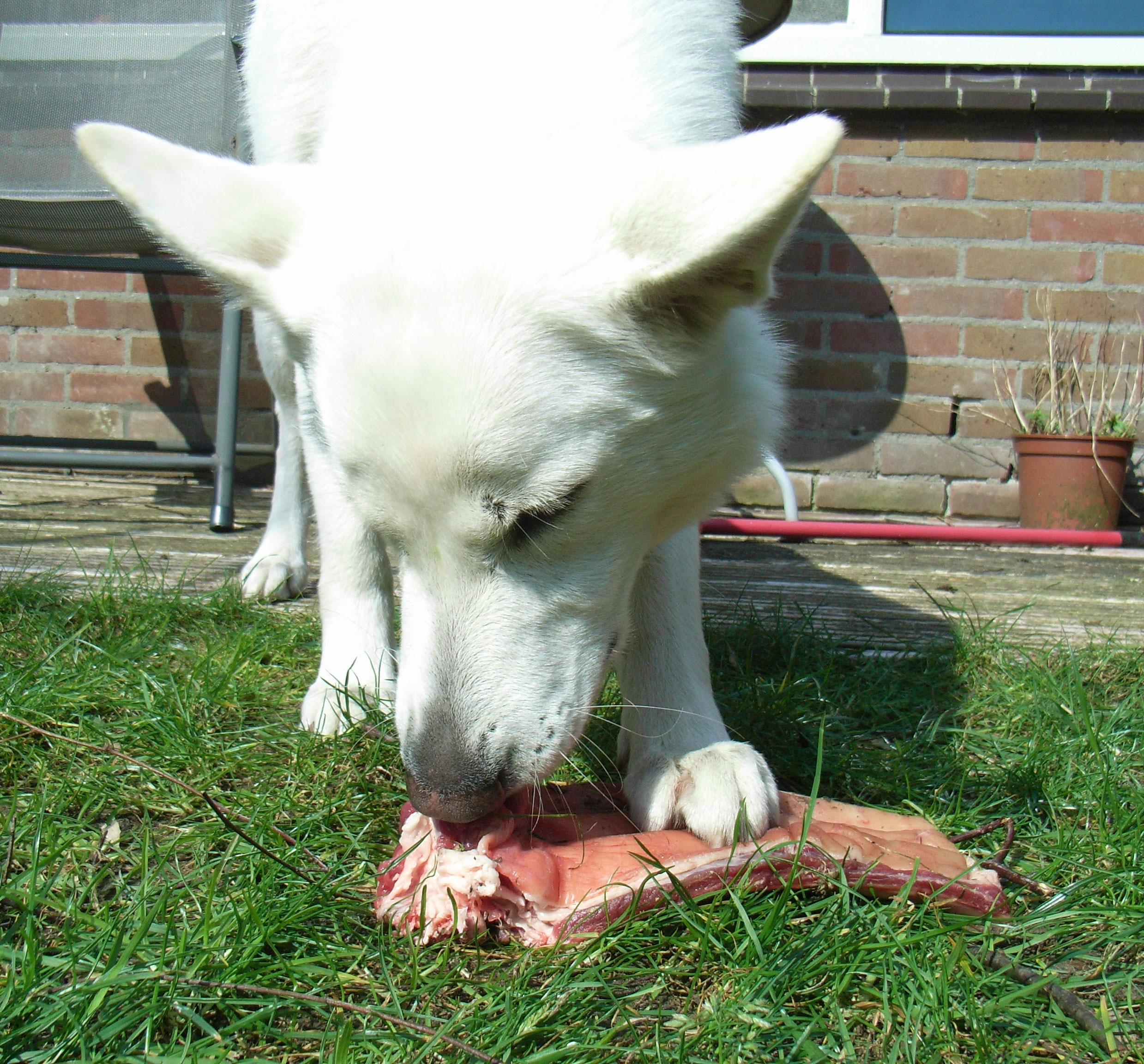
Rohfütterung

Eine Variante der Hundefütterung nennt sich BARF (Bones And Raw Food, also „Knochen und rohes Futter“, oder dem Akronym angepasst: „Biologisch Artgerechtes Rohes Futter“). Der Begriff wurde 1993 vom Australier Ian Billinghurst erfunden, der auch die Rechte am Namen Barf Diet besitzt. Befürworter dieser Methode füttern rohes Fleisch, rohe Knochen und rohes Gemüse (püriert) in einer selbst zusammengestellten Ration. Bei dieser Fütterungsart muss allerdings besonders auf die richtige Zusammenstellung und Verarbeitung der Nahrung geachtet werden. Sie ist nicht ohne weiteres mit einer artgerechten Fütterung gleichzusetzen.
Die Rohfütterung bietet gegenüber der Fütterung mit Fertigfutter keine ernährungsphysiologischen Vorteile und birgt mikrobiologische Risiken sowohl für die roh gefütterten Tiere als auch die mit ihnen zusammen lebenden Menschen. Sie wird daher von tierärztlichen Fachorganisationen abgelehnt. Genetische Untersuchungen belegen zusätzlich, dass sich Haushunde im Laufe der Domestizierung an eine kohlenhydratreiche Ernährung angepasst haben.

### Vegetarisches Hundefutter
Bei vegetarischem Hundefutter werden tierische Produkte (Fleisch und Fisch) bei der Fütterung durch pflanzliche eiweißhaltige Anteile wie Soja ersetzt. Ein Grund für diese Fütterungsstrategie ist beispielsweise, dass der Tierbesitzer überzeugter Vegetarier oder Veganer ist. Hier muss bei selbst hergestellten Rationen auf die richtige Zusammenstellung geachtet werden, da aufgrund der Zusammensetzung pflanzlicher Proteine bei vegetarischer Ernährung ein großes Risiko einer mangelnden Versorgung des Hundes mit essentiellen Aminosäuren wie Lysin, Methionin und Tryptophan sowie mit Taurin und Carnitin besteht. Es wird auch kommerzielles vegetarisches und veganes Fertighundefutter angeboten.

## Hundefutter im Test
Die Stiftung Warentest hat Anfang 2015 Hundefutter untersucht und dabei festgestellt, dass jedem zweiten getesteten Feuchtfutter wichtige Nährstoffe fehlen. Mineralstoffe, Vitamine, Fettsäuren und Eiweiß waren nicht immer in ausreichender Dosierung vorhanden. Auch die Kennzeichnung der Feuchtfutter war laut test nicht in jedem Fall korrekt. So fand sich in einem Feuchtfutter, das laut Hersteller „100 % Rind“ enthielt, auch Schweine- und Geflügelfleisch – ein anderes wies keine Spur von Rentierfleisch auf, obwohl der Hersteller damit warb.
Trockenfutter testete der österreichische Verein für Konsumenteninformation im Sommer 2013. Von 25 getesteten Trockenfutterprodukten aus Drogerie-, Tierfach- und Baumärkten schnitten 20 sehr gut ab. Die mit „nicht zufriedenstellend“ bewerteten Produkte boten nach Ansicht der österreichischen Tester den Welpen zu wenig Eiweiß; auch der Zinkgehalt und das Verhältnis Kalzium zu Phosphor waren nicht richtig dosiert.